# Henner Hanssen
Henner Hanssen (* 10. November 1972 in Münster) ist ein deutscher Sportmediziner und Hochschullehrer.

## Leben
Hanssen studierte Humanmedizin an der Albert-Ludwigs-Universität Freiburg, legte einen Forschungsaufenthalt an der britischen Universität Oxford ein, im Jahr 2000 wurde in Freiburg seine Doktorarbeit angenommen. Er war von 2000 bis 2009 als Arzt an der Medizinischen Klinik und Poliklinik der Ludwig-Maximilians-Universität München, der Technischen Universität München und dem Deutschen Herzzentrum München tätig. 2009 ging Hanssen in die Schweiz und wurde am Departement für Sport, Bewegung und Gesundheit der Universität Basel stellvertretender Leiter des Bereichs Sport- und Bewegungsmedizin. 2013 schloss er in Basel seine Habilitation ab, 2015 trat Hanssen ebendort eine Professorenstelle für Präventive Sportmedizin an, nachdem er an derselben Hochschule zuvor Assistenzprofessor gewesen war. Er übernahm die Leitung der Abteilung Präventive Sportmedizin und Systemphysiologie.
Zu Hanssens Forschungsschwerpunkten zählen der Einfluss körperlicher Betätigung auf den Herz-Kreislauf, der Bereich Gefässalterung und der Themenbereich körperliche Aktivität, Stress und arterielle Gefäßsteifigkeit.